# ويليام تولبرت
ويليام ريتشارد تولبرت الابن (بالإنجليزية: William Richard Tolbert, Jr.)‏ ـ (13 مايو 1913 ـ 12 أبريل 1980) هو الرئيس العشرون لجمهورية ليبيريا في الفترة من سنة 1971 إلى اغتياله أثناء انقلاب 1980 الذي قاده صمويل دو.
صار تولبرت عضوًا بمجلس النواب الليبيري سنة 1943، ممثلًا عن حزب «ترو ويغ» (بالإنجليزية: True Whig Party)‏، الذي كان آنذاك الحزب السياسي الرسمي الوحيد في البلاد. وفي سنة 1952 اختير نائبًا للرئيس ويليام توبمان، وظل في هذا المنصب حتى توفي توبمان سنة 1971، فتولى تولبرت الرئاسة خلفًا له.

## روابط خارجية
- ويليام تولبرت على موقع الموسوعة البريطانية (الإنجليزية)
- ويليام تولبرت على موقع مونزينجر (الألمانية)